# 유럽-지중해 지진학 센터
유럽-지중해 지진학 센터(EMSC, 프랑스어: Centre Sismologique Euro-Méditerranéen, CSEM)는 지진학과 관련된 국제적인 비정부, 비영리 단체이다.
유럽과 지중해 지역은 파괴적인 지진이 자주 발생하는데, 지진이 발생했을 때 가능한 한 빠르게 발생한 지진의 특성을 파악할 수 있도록 EMSC는 유럽과 지중해 지역에 있는 65개 지진학 기관으로부터 지진 데이터를 수신받는다. 지진의 진앙, 지진 규모, 사람들이 느낀 흔들림 등 주요 지진 특성을 발생 1시간 이내에 정리해 보고한다.

## 역사
유럽-지중해 지진학 센터는 55개국 84개 기관이 참여하는 비영리 단체이다. EMSC는 1975년 유럽 지진 위원회의 요청에 따라 설립되었다. 이에 따라 1975년 1월 1일 스트라스부르 지구물리연구소에서 운영하기 시작했고, 1983년 최종 승인을 받아 공식 출범했다. 1987년에는 유럽 평의회로부터 주요 위협에 대한 공개부문협약(OPA)에 따라 유럽의 지진 경보 체계인 유럽 경보 체계를 운용하는 주요기관으로 인정받았다.

## 지진 데이터
EMSC는 웹 사이트, LastQuake 어플리케이션 2가지를 통해 지진 데이터를 공개하고 있다. LastQuake는 한국어를 포함한 42개 언어를 지원하고 있으며, 안드로이드 OS와 iOS 둘 다 지원한다.